# Patrice Wymore
Patrice Wymore est une actrice américaine née à Miltonvale, Kansas, le 17 décembre 1926 et morte le 22 mars 2014, à Portland, Jamaïque.

## Biographie
Elle fut mariée à Errol Flynn.
Son petit-fils Luke Flynn est acteur.

## Filmographie prtielle
- 1950 : No, No, Nanette (Tea for Two) de David Butler : Beatrice Darcy
- 1950 : La Révolte des dieux rouges (Rocky Mountain) de William Keighley : Johanna Carter
- 1951 : La Femme de mes rêves (I'll See You in My Dreams) de Michael Curtiz : Gloria Knight
- 1951 : La Ronde des étoiles (Starlift) de Roy Del Ruth : elle-même
- 1952 : La Vallée des géants (The Big Trees) de Felix E. Feist : Daisy Fisher / Dora Figg
- 1952 : La Collégienne en folie (She's Working Her Way Through College) de H. Bruce Humberstone : 'Poison' Ivy Williams
- 1953 : La Taverne des révoltés (The Man Behind the Gun) de Felix E. Feist : Lora Roberts
- 1953 : She's Back on Broadway de Gordon Douglas : Karen Keene
- 1955 : Rhapsodie royale (King's Rhapsody) de Herbert Wilcox : Princesse Cristiane
- 1959 : The Sad Horse de James B. Clark : Leslie MacDonald
- 1960 : L'Inconnu de Las Vegas (Ocean's Eleven) de Lewis Milestone : Adele Ekstrom
- 1966 : La Chambre des horreurs (Chamber of Horrors) de Hy Averback : Vivian